# جون هوك
جون هوك (بالإنجليزية: Jon Hoke)‏ هو مدرب رياضي أمريكي، ولد في 24 يناير 1957 في كاترنغ في الولايات المتحدة.